# Aiuria
Aiuria es una entidad de población española del municipio de Múgica, perteneciente a la provincia de Vizcaya, en la comunidad autónoma del País Vasco.

## Toponimia
El lugar puede aparecer referido como «Aiuria», «Ajuria» y «Ajurias».

## Historia
Hacia finales del siglo XIX, el lugar, por entonces perteneciente al ayuntamiento de Ibárruri, tenía contabilizada una población de 75 habitantes. Aparece descrito en el primer volumen del Diccionario geográfico, estadístico, histórico, biográfico, postal, municipal, marítimo y eclesiástico de España y sus posesiones de ultramar de Pablo Riera y Sans con las siguientes palabras:

AJURIAS.—Barrio agreg. al ayunt. de Ibarruri, distante 4 kilómetros. Cuenta 75 hab. y 18 edif. Organización judicial.—Pertenece al part. jud. de Durango, aud. territorial de Búrgos. Organización civil.—Se halla sujeto al gobierno civil de Vizcaya, cuya capital es Bilbao. Organización militar.—Depende de la c. g. de las Provincias Vascongadas y gobierno militar de Vizcaya. Organización económica.—Se halla sujeto á la admon. económica de su provincia, en union del ayunt. á que se halla agreg. Organización eclesiástica.—Corresponde á la dióc. de Vitoria. Tiene una iglesia anexa á la de la Asuncion de Ibarruri, servida convenientemente. Servicio público.—Recibe la corr. por las estac. del f. c. de Bilbao, Vitoria y Zumárraga, conduccion de Bilbao y Zumárraga á Zornoza y cartería de este último punto. Obras públicas y medios de comunicacion.—Los caminos son locales y de herradura. Poblacion.—Está formada de casas de  uno y dos pisos, formando algunas calles irregulares. Artes, oficios, industria.—Su industria es la agricultura. Situacion geográfica y topográfica.—Está situado en terreno muy quebrado y á propósito para la cria de ganados, como es todo el del distrito municipal á que se halla agreg.
(Riera y Sans, 1881, p. 135)

En la actualidad, sigue formando parte de Ibárruri, ahora integrado en el municipio de Múgica. En 2022, tenía empadronados 46 habitantes.